# Serve the Servants
〈Serve the Servants〉는 미국의 그런지 록 밴드인 너바나에 리더 커트 코베인이 쓴 곡이다. 이 곡은 밴드에 리더 커트 코베인에 부모님에 대한 회상이 제대로 들어나 있는 곡이기도 하다. 커트 코베인의 부모님은 일찍 이혼을 하였고, 그 이혼이 그에게 큰 영향을 끼쳤다. 그 이혼의 영향 때문인지, 그는 커트니 러브와 떨어져 있을 때도 우울증에 시달렸다고 한다. 특히, 가사 중에 "I tried hard to have a father, but instead i had a dad (나는 아버지가 갖고 싶어 필사적인 노력했지, 근데 내겐 아빠가 있어)."라는 가사가 있는데, 그는 인터뷰에서 자신의 친구들 중에서도 부모의 이혼을 경험한 친구들도 많다고 했고, 자신도 아버지랑 친하지 못했다고 말한 바 있다. 하지만, 그는 자신의 인생을 청사진으로 생각하고 싶지 않다고 했고, '나'라고 한다 해서, 그 스스로에 관한 이야기를 하는게 아니라고 말하였다. 이 곡은, In Utero 투어 때도 자주 부른 곡이였고, Live and Loud 공연, 여러 TV 쇼 등등에서 불렀었다. 한 가지 에피소드가 있다면, 93년 Live and Loud 공연에서 이 곡을 부를 때, "I tried hard to have a father"라는 가사 중에서 Father를 Sister라고 바꿔 불렀다.

## 구성
- 커트 코베인 : 보컬, 기타
- 데이브 그롤 : 드럼
- 크리스 노보셀릭 : 베이스 기타